# 巴拉克·歐巴馬總統中心
巴拉克·歐巴馬總統中心（英語：Barack Obama Presidential Center）為一座計畫中屬於第44任美國總統巴拉克·歐巴馬的總統圖書館，將座落於芝加哥南區的傑克森公園，鄰近芝加哥大學校園。芝加哥大學將提供該中心的策劃、支持與合作。該中心屬於芝加哥公共圖書館新分館的一部份。非營利組織歐巴馬基金會將會監管中心的建立與其實體園區的建造，並與國家檔案和記錄管理局合作進行總統文件紀錄的數位化。

## 外部連接
- 官方网站